# Tossicologia analitica
La tossicologia analitica è la branca della tossicologia che applica le metodiche chimiche e biochimiche di analisi per la determinazione delle sostanze presenti in svariate matrici, come i fluidi corporei (es. sangue, plasma, urine), gli alimenti, tamponi vari, ecc.
In base all'origine o natura di un agente tossico, si ha la seguente classificazione descrittiva (Peterson et al., 1923) alla quale è strettamente correlata la metodica analitica seguita:
1. Gas
2. Sostanze volatili
3. Agenti corrosivi
4. Metalli
5. Anioni e non metalli
6. Sostanze organiche non volatili
7. Varie

Comunemente, prima dell'analisi vera e propria, è necessaria una fase preparativa che include operazioni quali la separazione dalla matrice della sostanza ricercata, la sua concentrazione e la purificazione. Oggetto di studio, in relazione alla relativa tossicocinetica, può essere la stessa sostanza tossica ma anche un suo metabolita o un suo complesso proteico formatosi all'interno dell'organismo. Molto utilizzate sono la cromatografia (HPLC, GC, TLC), la spettrometria di massa e tecniche di dosaggio immunoenzimatico come l'ELISA.
Scopo della tossicologia analitica non è solo quello della determinazione di una data sostanza al fine di stabilire rischi ed effetti negativi sulla salute, ma anche quello di studiare sperimentalmente la variazione della concentrazione delle sostanze chimiche in funzione del tempo trascorso all'interno dell'organismo nonché le modificazioni che subiscono tali sostanze prima della loro escrezione. Importante è anche il suo ruolo nella determinazione della biodisponibilità.